# Halt im Gedächtnis Jesum Christ
Halt im Gedächtnis Jesum Christ (BWV 67) ist eine Kirchenkantate von Johann Sebastian Bach. Er schrieb sie in Leipzig für Quasimodogeniti, den 1. Sonntag nach Ostern, und führte sie am 16. April 1724 zum ersten Mal auf.

## Geschichte und Worte
Bach komponierte die Kantate in seinem ersten Jahr in Leipzig, nach seiner Johannes-Passion, für den Sonntag Quasimodogeniti. Die vorgeschriebenen Lesungen für den Sonntag waren 1 Joh 5,4–10 , „unser Glaube ist der Sieg, der die Welt überwunden hat“, und Joh 20,19–31 , die Erscheinung Jesu bei den Jüngern in Jerusalem nach seiner Auferstehung, erst ohne Thomas, dann mit ihm. Der unbekannte Textdichter beginnt mit einem Vers aus dem 2. Brief an Timotheus (2 Tim 2,8 ). Der Dichter sieht die Analogie von Thomas und dem zweifelnden Christen allgemein.
In der Mitte der Kantate steht das Osterlied Erschienen ist der herrlich Tag von Nikolaus Herman (1560), das den Tag der Auferstehung preist. Satz 5 sieht im Gegensatz dazu die Gefahr durch die Feinde, bis in Satz 6 Jesus erscheint, wie den Jüngern in Jerusalem, und Frieden bringt. Die Zeile „Friede sei mit euch“ erscheint in vier Abschnitten, die drei Strophen eines Gedichts rahmen. Der Schlusschoral ist die 1. Strophe von Jakob Eberts Lied „Du Friedefürst, Herr Jesu Christ“, das Bach später in der gleichnamigen Choralkantate BWV 116 bearbeitete.

## Besetzung und Aufbau
Die Kantate ist besetzt mit drei Vokalsolisten (Alt, Tenor und Bass), vierstimmigem Chor, Corno da tirarsi, Flauto traverso, zwei Oboe d’amore, zwei Violinen, Viola und Basso continuo.
1. Coro: Halt im Gedächtnis Jesum Christ
2. Aria (Tenor): Mein Jesus ist erstanden
3. Recitative (Alto): Mein Jesu, heißest du des Todes Gift
4. Choral: Erschienen ist der herrlich Tag
5. Recitative (Alto):  Doch scheinet fast
6. Aria (Bass, Coro): Friede sei mit euch
7. Choral: Du Friedefürst, Herr Jesu Christ

## Musik
Der Eingangschor wie auch die gesamte Kantate betrachtet den Konflikt von Hoffnung und Auferstehung einerseits, Gedächtnis und Zweifel andererseits. Der Chorsatz ist symmetrisch in sieben Abschnitte gegliedert, beginnend mit einer instrumentalen Sinfonia aller Instrumente. Dabei stellt das Horn ein Thema vor, das für das Gedenken an den Tod Jesu steht und an die Melodie des Passionschorals „O Lamm Gottes, unschuldig“ erinnert, den Bach später als Cantus firmus im Eingangschor seiner Matthäus-Passion einsetzte. Im zweiten Abschnitt singt der Sopran diese Melodie, die Unterstimmen betonen durch mehrfache homophone Einwürfe das Wort „Halt“. Im dritten Abschnitt wiederholt der Sopran die Melodie, während zunächst der Alt als Kontrasubjekt einer Fuge ein Thema vorträgt, das die Auferstehung darstellt durch eine belebte aufwärts geführte Bewegung, die mehr als eine Oktave umspannt. Der zentrale vierte Abschnitt wiederholt die Sinfonia mit eingebettetem Chor, die Abschnitte 5 bis 7 wandeln die Abschnitte 2 bis 4 ab.
Die Tenor-Arie Mein Jesus ist erstanden wird von einer obligaten Oboe d’amore begleitet. Das Thema wird von den Streichern vorgestellt und von der Gesangsstimme aufgenommen, dabei erscheint ein Lauf nach oben auf dem Wort „auferstanden“. Die erste Strophe des Osterlieds Erschienen ist der herrlich Tag steht in der Mitte der Komposition, eingefasst durch zwei Alt-Rezitative.
Satz 6 stellt noch stärker einen Sänger dem Chor gegenüber. Die Streicher leiten ein mit einer Sinfonia, „deren heftige Bewegung den Ansturm des Feindes abbildet“. In starkem Kontrast zu ihrem forte im 4/4 Takt erscheint im piano, 3/4 Takt und begleitet von sanft punktierten Rhythmen der Holzbläser der Bass als die Vox Christi und singt dreimal den Gruß, den Jesus in Vers 19 des Evangeliums an die Jünger richtet: „Friede sei mit euch“. Darauf antworten die drei Oberstimmen des Chores zur Musik der Einleitung und erkennen Jesus als Helfer im Kampf: „hilft uns kämpfen und die Wut der Feinde dämpfen“. Friedensgruß und Antwort wiederholen sich zwei weitere Male, in der zweiten Chorstrophe heißt es „erquicket in uns Müden Geist und Leib zugleich“ und in der dritten „durch den Tod hindurch zu dringen“. Im abschließenden letzten Friedensgruß spielen die Streicher mit den Holzbläsern als Symbol des Friedens. Bach arbeitete diesen Satz zum Gloria seiner Missa A-Dur, BWV 234, um. Die Kantate wird beschlossen mit einem vierstimmigen Satz des Chorals Du Friedefürst, Herr Jesu Christ.

## Einspielungen
LP / CD
- Historic Bach Cantatas (Karl Straube, 1931). Karl Straube, Thomanerchor, Gewandhausorchester, Dorothea Schröder, Hans Lissmann. Bach Archiv Leipzig, 1931.
- Bach: Cantatas No. 67 & 11, from cantata No. 147. Reginald Jacques, The Cantata Singers, The Jacques Orchestra, Kathleen Ferrier, William Herbert, William Parsons. Decca Ace of Clubs, London 1949.
- Bach Made in Germany Vol. 1 – Cantatas IV. Günther Ramin, Thomanerchor, Gewandhausorchester, Gertrud Wagner, Gert Lutze, Johannes Oettel. Eterna, 1954.
- J. S. Bach: Cantatas BWV 67, 108 & 127. Karl Richter, Münchener Bach-Chor, Bayerisches Staatsorchester, Lilian Benningsen, Peter Pears, Kieth Engen. Teldec, 1958.
- Les Grandes Cantates de J. S. Bach, Vol. 7. Fritz Werner, Heinrich-Schütz-Chor Heilbronn, Pforzheimer Kammerorchester, Marga Höffgen, Helmut Krebs, Franz Kelch. Erato, 1960.
- Ansermet conducts Bach Cantatas No. 130, No. 67, excerpts from No. 101. Ernest Ansermet, Chœur Pro Arte de Lausanne, Orchestre de la Suisse Romande, Helen Watts, Werner Krenn, Tom Krause. Decca, 1968.
- J. S. Bach: Das Kantatenwerk – Sacred Cantatas, Vol. 4. Gustav Leonhardt, Knabenchor Hannover, Collegium Vocale Gent, Leonhardt-Consort, Paul Esswood, Kurt Equiluz, Max van Egmond. Teldec, 1976.
- J. S. Bach: Complete Cantatas, Vol. 7. Ton Koopman, Amsterdam Baroque Orchestra & Choir, Elisabeth von Magnus, Gerd Türk, Klaus Mertens. Antoine Marchand, 1997.
- Lecture Concerts – New Recordings Cantatas. Helmuth Rilling, Gächinger Kantorei, Bach-Collegium Stuttgart, Ingeborg Danz, James Taylor, Michael Volle. Hänssler, 1998.
- Bach Cantatas, Vol. 23: Arnstadt/Echternach / For the 1st Sunday after Easter (Quasimodogeniti) / For the 2nd Sunday after Easter (Misericordas Domini). John Eliot Gardiner, Monteverdi Choir, English Baroque Soloists, Daniel Taylor, Charles Daniels, Stephen Varcoe. Soli Deo Gloria, 2000.
- J. S. Bach: Cantatas Vol. 18 – Cantatas from Leipzig 1724 – BWV 66, 67, 134. Masaaki Suzuki, Bach Collegium Japan, Robin Blaze, Makoto Sakurada, Peter Kooij. BIS, 2001.
- J. S. Bach: Cantatas for the Complete Liturgical Year, Vol. 11. Sigiswald Kuijken, La Petite Bande,  Gerlinde Sämann, Petra Noskaiová, Christoph Genz, Jan van der Crabben. Accent, 2008.

DVD
- Halt im Gedächtnis Jesum Christ. Kantate BWV 67. Rudolf Lutz, Chor und Orchester der J. S. Bach-Stiftung, Margot Oitzinger, Bernhard Berchtold, Dominik Wörner. Samt Einführungsworkshop sowie Reflexion von Manfred Koch. Gallus Media, 2015.[10]